# 苏里南铁路运输
苏里南共有225公里铁路线，由于其大多数城市均分布在大西洋沿岸而南部大部分地区都是热带雨林，所以路网并不发达，南部城市的主要交通依赖轻型飞机和船只，铁路系统并没有客运业务，货运主要产品是铝土和木材。苏里南主要有两条铁路线。一条是帕拉马里博政府铁路（Paramaribo Government Railway），为单线窄轨，线路自翁弗瓦赫特始，止于布朗斯韦格，沿途经过赞德赖，全长87公里，现仅有翁弗瓦赫特到雷普布利克的13公里线路在运营中。另一条则是苏里南铝土铁路（Suriname Bauxite Railway），自巴克辉斯山到阿颇埃拉，系准轨铁路，全长70公里，与1980年运营。由于当时对巴克辉斯山铝土矿的开采中止，该线路并未实现其规划作用，现主要运输一些木材和碎石。此外苏里南境内还有一些小型的货运铁路。